# Анка Петреску
Анка Петреску (рум. Mira Anca Victoria Mărculeţ Petrescu 20 березня 1949, Сігішоара — 30 жовтня 2013, Бухарест) — румунський архітектор і політичний діяч, найбільш відома як головний архітектор Палацу Парламенту в Бухаресті, найбільшої в світі цивільної адміністративної будівлі.

## Біографія
Анка Петреску народилася 20 березня 1949 в Сігішоарі в родині хірурга. У 1973 вона закінчила Архітектурний інститут імені Йона Мінчу в Бухаресті.
Румунський диктатор Ніколае Чаушеску почав виношувати ідею побудови Будинку Народу в 1977 після сильного землетрусу, що забрав життя півтори тисячі осіб і перетворив великі ділянки в центрі Бухареста в руїни. Перші замовлення на розробку генерального плану надійшли провідним румунським архітекторам в тому ж році, але власні уявлення Чаушеску про проект неодноразово змінювалися, через що будівництво постійно відкладалося. Петреску всерйоз взялася за проект в 1981, для чого їй довелося піти з роботи і три місяці самостійно працювати над макетом майбутньої будівлі. Вона особисто написала Чаушеску, завдяки чому її проект потрапив на конкурс і був вибраний з-поміж всіх претендентів.
У 32 роки Петреску була призначена головним архітектором будівлі. Під її початком працювала команда з семи сотень архітекторів і не менше двадцяти тисяч будівельників. Будівництво почалося в червні 1984 і тривало цілодобово до повалення Чаушеску в 1989. Диктатор сам регулярно навідувався на місце будівництва з інспекцією, але після його смерті будинок так і не було повністю завершено.
Після повалення Чаушеску Петреску виявилася в опалі. Через гігантське будівництво, яким вона керувала було знесено безліч житлових будівель, три історичні райони Бухареста були знесені разом з 27 церквами і синагогами. Проект був страшно витратним для державного бюджету. У 1990 група архітекторів домагалася суду над Петреску, звинувачуючи її в розтраті коштів і навіть в геноциді, проте до юридичного переслідування справа так і не дійшла. Петреску в тому ж році виїхала в Париж працювати над мережею готелів. Роботи над будівлею, яка незабаром одержала назву Палац Парламенту, продовжилися в 1994. Петреску пізніше брала участь в доопрацюванні окремих його елементів.
Після повернення до Румунії Петреску зайнялася політикою. У 2004 вона була обрана до парламенту від націоналістичної партії Велика Румунія. Через рік балотувалася на пост мера Бухареста, але набрала лише чотири відсотки голосів.
У вересні 2013 Петреску потрапила в серйозну автомобільну аварію, впала в кому. 30 жовтня 2013 вона померла, не приходячи до тями.